# Nati nel 1441
| Questa pagina contiene informazioni ricavate automaticamente dalle voci biografiche con l'ausilio del template Bio e di un bot. L'aggiornamento è periodico e automatico e ricostruisce completamente la pagina. Se manca una persona in questa lista, sei pregato di non aggiungerla, ma accertati piuttosto che la sua voce biografica contenga il template Bio e che i dati anagrafici siano correttamente compilati. Se il template Bio manca, inseriscilo tu stesso o, in alternativa, metti l'avviso {{tmp\|Bio}} che ne segnala la mancanza. Se i dati riportati sono sbagliati, correggi direttamente la voce biografica; le modifiche saranno visibili in questa lista entro pochi giorni. Per chiarimenti vedi il progetto biografie. La lista contiene solo le 20 persone che sono citate nell'enciclopedia e per le quali è stato implementato correttamente il template Bio. Pagina aggiornata al 13 gen 2025. |

- 9 febbraio - Ali-Shir Nava'i, poeta, scrittore e linguista turco († 1501)
- 24 marzo - Ernesto di Sassonia, principe tedesco († 1486)
- 25 giugno - Federico I Gonzaga, marchese italiano († 1484)
- 9 agosto - Danjong di Joseon, re coreano († 1457)
- 9 ottobre - Ulrich Fugger il Vecchio, banchiere e mercante tedesco († 1510)
- 30 ottobre - Pietro Marso, filologo e oratore italiano († 1511)
- 11 novembre - Carlotta di Savoia, principessa († 1483)
- Pietro d'Arbués, religioso spagnolo († 1485)
- Pietro Barozzi, vescovo cattolico e umanista italiano († 1507)
- Bulgarino Bulgarini, giurista e diplomatico italiano († 1497)
- Juan Castellar y de Borja, cardinale e arcivescovo cattolico spagnolo († 1505)
- Elisabetta di Celje, nobildonna ungherese († 1455)
- Gian Luigi Fieschi, politico italiano († 1508)
- Magnus II di Meclemburgo-Schwerin, duca († 1503)
- Giampaolo Manfrone, condottiero italiano († 1527)
- Matteo Maria Boiardo, poeta e letterato italiano († 1494)
- Antonio de Nebrija, umanista, pedagogo e grammatico spagnolo († 1522)
- Antonio Pallavicini Gentili, cardinale e vescovo cattolico italiano († 1507)
- Martín Alonso Pinzón, navigatore e esploratore spagnolo († 1493)
- Farrukh Yassar, sovrano azero († 1500)